# Galatasaray Istanbul/Saison 1906/07

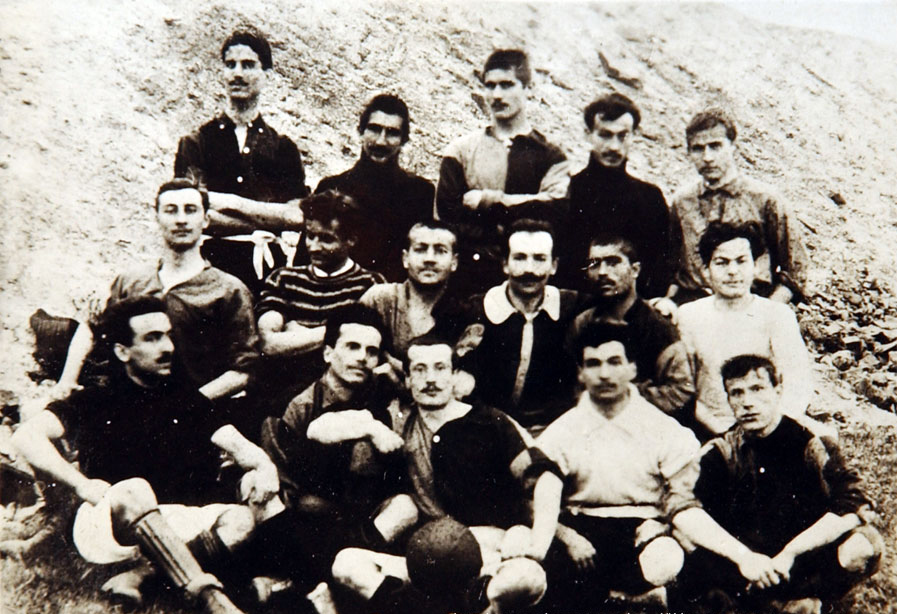
Das erste bekannte Foto der Gründer und Spieler vom 25. November 1906

Die Saison 1906/07 von Galatasaray Istanbul war die 1. Saison in der Vereinsgeschichte und die 1. Saison in der İstanbul Futbol Ligi. Galatasaray war die erste inländische Mannschaft, die an diesem Wettbewerb teilnahm. Der Klub beendete die Saison auf dem 4. Platz.
Das erste Pflichtspiel der Vereinsgeschichte absolvierte Galatasaray Istanbul am 25. November 1906 gegen HMS Imogene. Die Begegnung endete 1:1–Unentschieden und das erste offizielle Tor für Galatasaray erzielte der Spielertrainer Boris Nikolof. Die erste Niederlage erfolgte gegen Cadi-Keuy FC (0:3) am 17. Februar 1907.

## Personalien

### Kader
| Nat.                   | Name                   |
| Torhüter               | Torhüter               |
| ---------------------- | ---------------------- |
| Osmanisches Reich 1844 | Ahmet Robenson         |
| Abwehr                 |                        |
| Indonesien             | Javalı Abdülmuttalip   |
| Montenegro Furstentum  | Milija Bakić           |
| Osmanisches Reich 1844 | Mazhar Bey             |
| Osmanisches Reich 1844 | Bekir Sıtkı Bircan     |
| Osmanisches Reich 1844 | Dalaklı Hüseyin        |
| Mittelfeld             |                        |
| Osmanisches Reich 1844 | Celâl İbrahim Bey      |
| Osmanisches Reich 1844 | Hasan Basri Bey        |
| Angriff                |                        |
| Bulgarien 1908         | Boris Nikolof          |
| Osmanisches Reich 1844 | Emin Bülend Serdaroğlu |
| Osmanisches Reich 1844 | Ali Tümay              |